# Souvrství Prince Creek

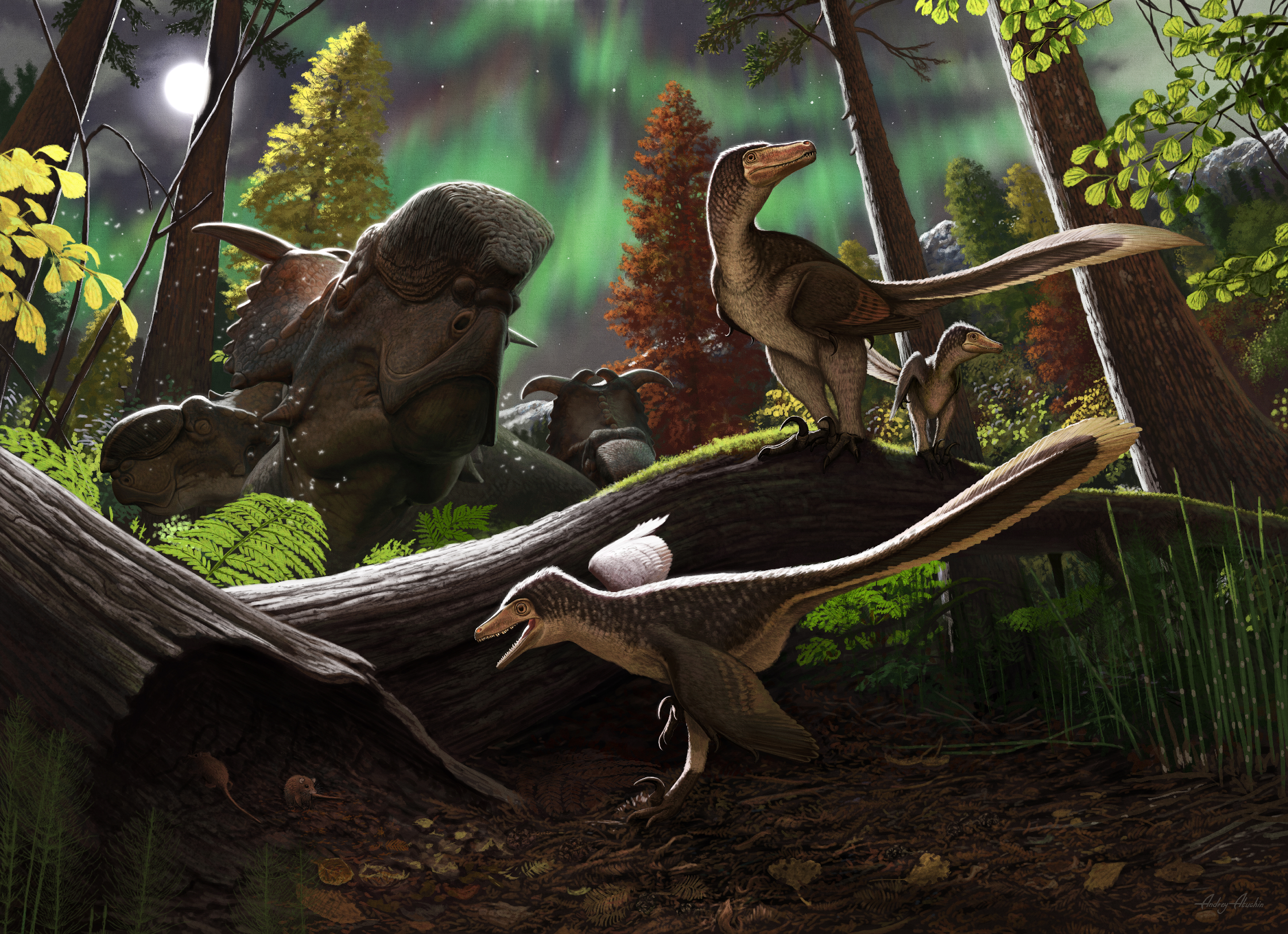
Umělecká představa o podobě ekosystému v souvrství Prince Creek.

Geologické souvrství Prince Creek zahrnuje sedimenty z období pozdní křídy (geologický stupeň raný maastricht, asi před 70,6 až 69,1 milionu let), nacházející se na území Aljašky (USA).

## Charakteristika
Nejčastějšími horninami jsou zde pískovce a jílovce, v menší míře pak slepence, jílovité břidlice a fosilní sopečný popel. Protože se výchozy tohoto souvrství nacházejí zejména u řeky Colville nad 70. rovnoběžkou, jedná se o polární oblast s velmi mrazivými a nehostinnými podmínkami (což znesnadňuje paleotologické výzkumy po většinu roku). Rozpětí sedimentů v celé mocnosti zasahuje od období křídového kampánu až po přelom paleocénu a eocénu v průběhu paleogénu (stáří 84 až 56 milionů let).

## Paleontologie

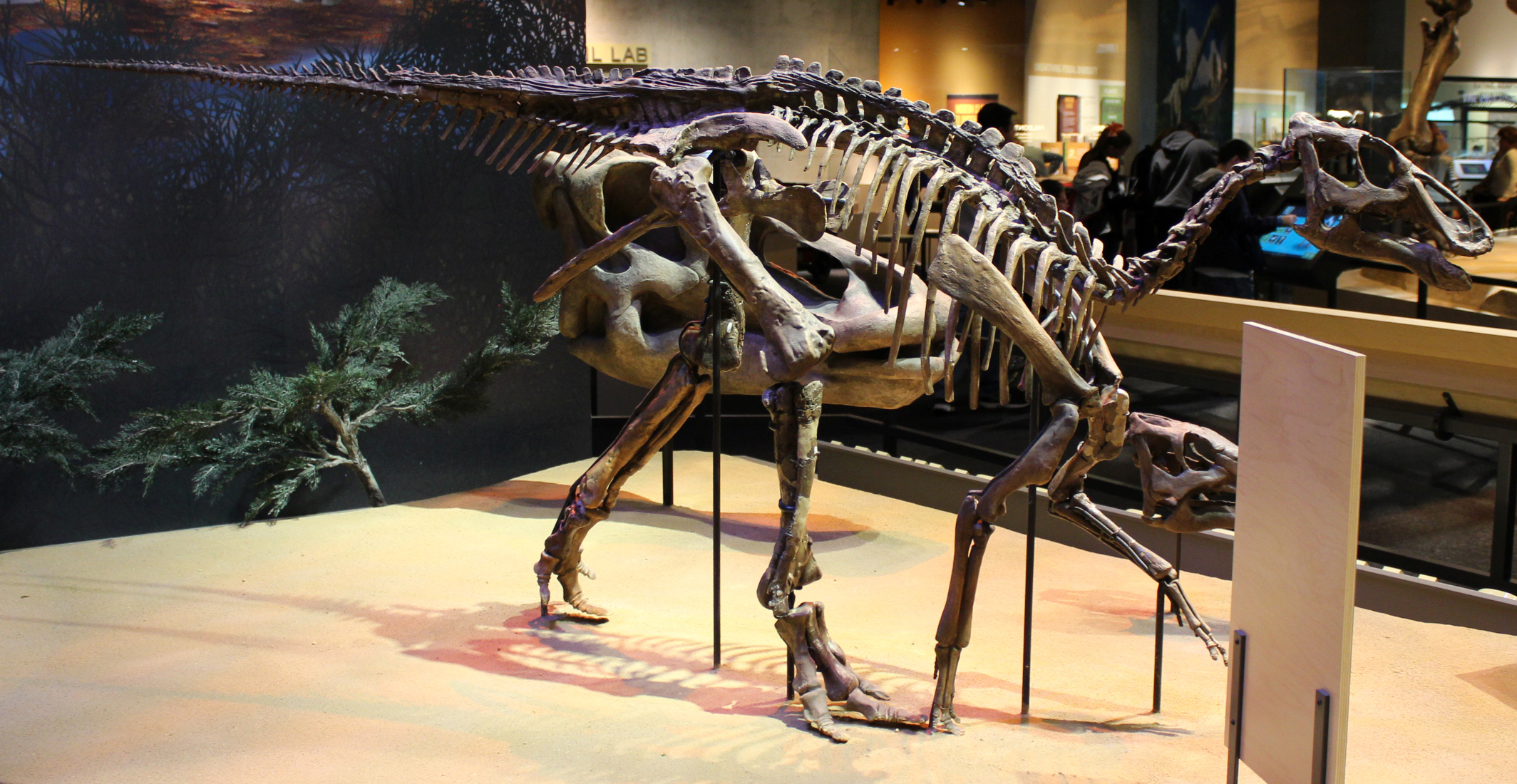
Nedospělý kosterní exemplář rodu Edmontosaurus, dříve považovaného za samostatný rod Ugrunaaluk.

Souvrství je významné díky výskytu posledních populací jedněch z posledních druhohorních dinosaurů a jejich současníků krátce před velkým vymíráním na konci křídy. Jedná se navíc o tzv. polární dinosauří megafaunu, tedy formy přizpůsobené velmi chladným podmínkám. V pozdní křídě měly ekosystémy tohoto souvrství podobu polární krajiny s řídkými lesními porosty a relativně chladným klimatem.
V období pozdní křídy zde průměrné teploty činily asi 5 až 7 °C a průměrné roční srážky přibližně 1250 mm.

## Objevené druhy dinosaurů

### Teropodi
- Dromaeosaurus sp.

- Nanuqsaurus hoglundi[5]

- Ornithomimosauria indet.

- Saurornitholestes sp.[6]

- Saurornitholestinae indet.

- Troodon sp.

### Marginocefalové
- Alaskacephale gangloffi

- Pachyrhinosaurus perotorum[7]

### Ornitopodi
- Edmontosaurus sp.[8]

- Lambeosaurinae indet.

- Ornithopoda indet.

- Thescelosaurinae indet.[9]